# Tarialan (Khövsgöl)
Tarialan (mongol (écriture cyrillique) : Тариалан сум) est un Sum (district) de Mongolie dans la province de Khövsgöl.